# GUT
GUT, sigla para Gravidade, Urgência e Tendência, é uma ferramenta utilizada na priorização das estratégias, tomadas de decisão e solução de problemas de organizações/projetos.

## Método
- Listar forças;
- Dar uma nota, de 1 a 5 para a gravidade de cada força;
- Dar uma nota, de 1 a 5 para a urgência de cada força;
- Dar uma nota, de 1 a 5 para a tendência de cada força;
- Multiplicar os resultados (gravidade x urgência x tendência) de cada força;
- Fazer a média dos resultados das forças;
- Repetir os passos acima com as fraquezas, oportunidades e ameaças.

O fato de "dar notas de 1 a 5" pode parecer um pouco subjetivo. Logo, é sugerido:
Gravidade
5 = extremamente grave
4 = muito grave
3 = grave
2 = pouco grave
1 = sem gravidade
Urgência
5 = precisa de ação imediata
4 = é urgente
3 = o mais rápido possível
2 = pouco urgente
1 = pode esperar
Tendência (para melhor mensurar esse aspecto, sugere-se pensar "se nada for feito...")
5 = ...irá piorar rapidamente
4 = ...irá piorar em pouco tempo
3 = ...irá piorar
2 = ...irá piorar a longo prazo
1 = ...não irá mudar
Ao final, será possível a priorização das ações nos aspectos da organização/projeto mais impactantes.

Segue abaixo um modelo fiel ao conceito do GUT. Mas pode ser alterado como preferir.
| PROBLEMA                   | GRAVIDADE | URGÊNCIA | TENDÊNCIA | PRIORIDADE |
| -------------------------- | --------- | -------- | --------- | ---------- |
| Definir o problema         | 5         | 5        | 5         | 125        |
| Definir o segundo problema | 4         | 3        | 1         | 12         |